# Noreen Riols

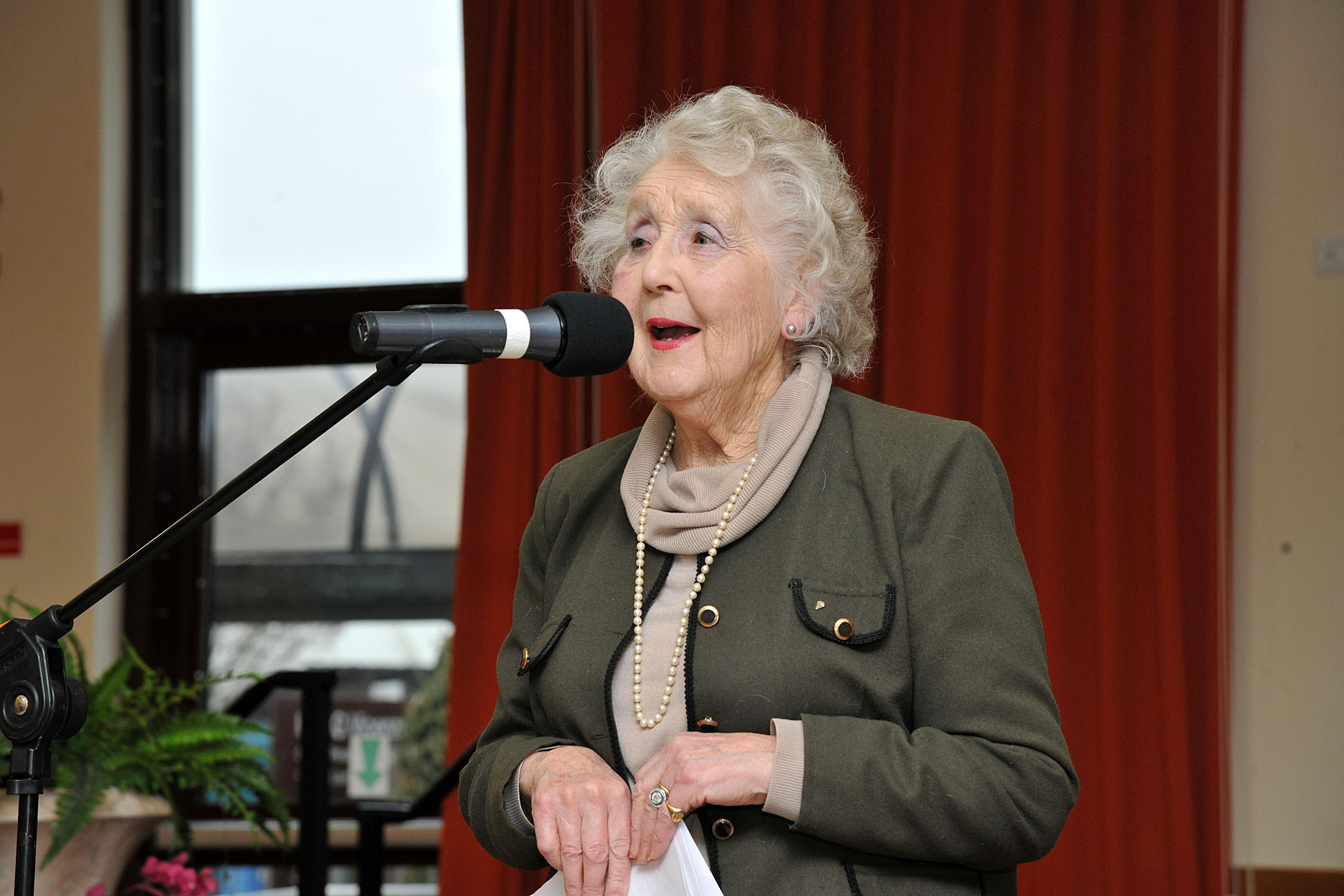
Noreen Riols (2013)

Noreen Riols (* 8. Mai 1926 in Malta als Noreen Baxter; † 2. Januar 2025) war eine britische Schriftstellerin.

## Leben
Riols wurde 1926 auf Malta geboren, wo ihr Vater in der Royal Navy diente. Sie studierte am französischen Lycée in London und bewarb sich im Alter von 17 Jahren für den Women’s Royal Naval Service. Sie kam in die F-Sektion des britischen Geheimdienstes Special Operations Executive, eine Gruppe, die in Frankreich abgesetzt werden sollte, um dort Nazi-Operationen zu sabotieren und die französische Résistance zu unterstützen.
Nach dem Krieg arbeitete sie für den BBC World Service und machte eine Ausbildung zur Krankenschwester. Sie lebte in Rumänien und zog 1956 nach Paris, wo sie als Journalistin arbeitete. Dort heiratete Riols einen Franzosen. Sie besaß die doppelte französische und britische Staatsbürgerschaft. Riols hatte zwei Söhne, zwei Stiefsöhne und eine Stieftochter.

## Werke
- Eye of the Storm. Hodder & Stoughton Religious, 1983, ISBN 0-340-34158-0 (englisch).
- Abortion: A woman's birth right? Hodder & Stoughton Religious, 1986, ISBN 0-340-39135-9 (englisch).
- Only the best. Hodder & Stoughton Religious, 1987, ISBN 0-340-40898-7 (englisch).
- When suffering comes. Send The Light, 1990, ISBN 0-85009-321-X (englisch).
- Laura. A Family Saga. Eagle, 1992, ISBN 0-86347-080-7 (englisch).
- Where hope shines through. Crossway Books, 1994, ISBN 0-89107-790-1 (englisch).
- Katherine. Brunnen-Verlag, Giessen, Basel 1994, ISBN 3-7655-1069-6 (englisch).
- My unknown child: a personal story of abortion. Multnomah Books, 1995, ISBN 1-57673-466-8 (englisch).
- To live again. Pan Books, 1995, ISBN 0-330-42059-3 (englisch).
- Before the dawn. Bello, 2013, ISBN 978-1-4472-4285-7 (englisch, Erstausgabe:  1996).
- Where love endures. Bello, 2013, ISBN 978-1-4472-4287-1 (englisch, Erstausgabe:  1997).
- Autumn sonata. Thistle Publishing, 2014, ISBN 978-1-910198-25-4 (englisch).
- The Secret Ministry of Ag. & Fish: my life in Churchill's school for spies. 2014, ISBN 978-1-4472-3702-0 (englisch).